# Lago Cassidy
O lago Cassidy é um lago de água doce localizado na província de Manitoba, no Canadá. 
Este lago encontra-se nas coordenadas geográficas 55º45'11"N 93º11'9"W. 